# Hack (videogioco)
Hack è un videogioco in stile roguelike scritto originariamente nel 1982 da Jay Fenlason con l'assistenza di Kenny Woodland, Mike Thome, e Jon Payne. Una versione ampiamente estesa fu inviata su Usenet nel 1984 da Andries Brouwer.
Hack è una versione migliorata del videogioco Rogue. ha introdotto la possibilità di scegliere la classe del protagonista, gli animali da compagnia, i negozi e  altri elementi di gioco come una maggiore diversità di mostri, oggetti ed incantesimi.
Hack è il precursore di NetHack.

## Una tipica sessione di gioco
| You hear some noises in the distance. ------ \|....\| ----- ##+....\| \|..$+# \|...<\| +...\|# \|....\| \|...\|############### ------ \|...\|# #-----+----- \|..%\|## #\|.........\| # -----# #\|.[......%L -+---- ############## #\|.........\| \|....\| # #+@........\| \|....+#### ##----------- \|....\| \|....+ ------ Level 1 Hp 15(15) Ac 9 Str 16 Exp 1 |

Legenda:
- @ - il protagonista
- + - porta chiusa
- $ - oro
- % - cibo
- L - un mostro; in questo caso un leprechaun
- [ - armatura
- # - corridoio
- < - scalinata verso l'alto

Alcune versioni successive del gioco, ad esempio quella per Amiga, utilizzavano simboli grafici anziché testuali per rappresentare i vari elementi.